# 大乗悟山
大乗悟山（だいじょうごやま）は、富山県富山市にある山。標高は590m。双耳峰になっている。割山自然公園「天湖森」の登山道から容易に登ることができ、山頂の眺めもよいので、ハイキングコースとして訪れる人も多い。富山の百山の一つ。

## 概要
楡原集落からは二つの峰が出っ張っている双耳峰に見える。登山口の割山自然公園「天湖森」は国道41号にほど近く、アクセスがよいので登山客が多い。

## 山名の由来
「唐堀」とは、窪んでいるものという意味があり、この山の中腹に複数の池のくぼ地があることからこの地名になったとされている。

## 生態
オオバクロモジ、ダンユウバイ、ハナイカダの木の花や、イワウチワ、ヒメシャガササユリなどの草本の他、ヤマボウシ、タニウツギ、ツルアシザイ、イタヤカエデ、ヤマモミジなどが群生している。また、登山口である割山自然公園「天湖森」ではミズバショウの群生が見られる。

## 登山
割山自然公園「天湖森」に登山道と駐車場が存在する。